# Maša Čorak

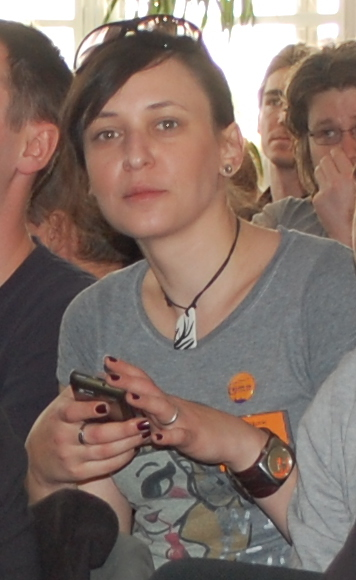
Maša Čorak (2012)

Maša Čorak, geborene Utković (* 1983 in Rijeka, Jugoslawien), ist eine kroatische Politikerin und Vorsitzende der Piratska stranka (PS). Sie war 2014 Co-Vorsitzende des internationalen Dachverbands der Piratenparteien (Pirate Parties International (PPI)).

## Wirken
Utković-Čorak absolvierte ein Bachelorstudium in Ökonomie am Studienzentrum Rijeka der Hessischen Berufsakademie. Seit 2014 studiert sie an der Veleučilište u Rijeci (lateinisch Collegium Fluminense), einer polytechnischen Fachhochschule in Rijeka.
Sie ist Gründungsmitglied der kroatischen Piratenpartei PS und in dieser seit Gründung wiedergewählte Parteivorsitzende. 2013 wurde sie von der PS als offizielle Vertreterin für die Gründung der Europäischen Piratenpartei (PPEU) entsandt. Am 13. April 2014 wurde sie im Rahmen der PPI-Konferenz in Paris neben dem Belgier Koen de Voegt in die Doppelspitze des PPI-Vorstandes gewählt.
Bei der Europawahl in Kroatien 2013 trat sie als Spitzenkandidatin ihrer Partei an. Die Partei erzielte aber nicht die erforderliche Anzahl an Wählerstimmen.